# 弗朗西斯科·罗朗·普雷托

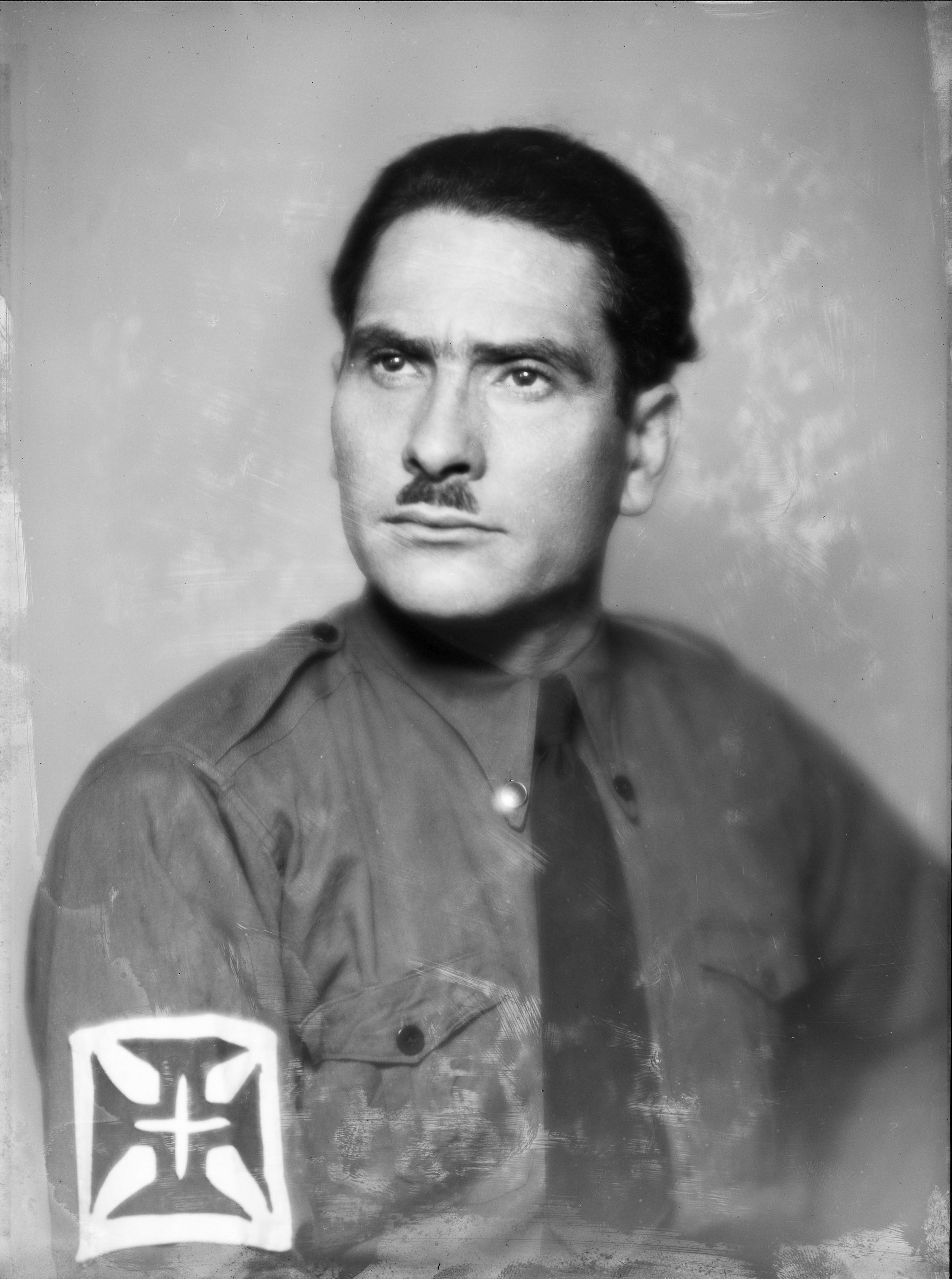
弗朗西斯科·罗朗·普雷托

弗朗西斯科·罗朗·普雷托（葡萄牙語：Francisco Rolão Preto，1893年2月12日—1977年12月18日），是葡萄牙政治家、国家工团主义运动领袖和亨利亲王大十字勋章获得者。作为右翼政党领导人的普雷托曾是萨拉查政权的盟友，随着他党派的影响力日趋高涨，他于1934年被当局驱逐出境。二战前夕回国后，他出版了关于意大利法西斯主义的相关著作。战后，普雷托放弃了法西斯主义信仰，并转而加入左翼民主运动。1958年，他支持温贝托·德尔加多将军参加总统选举。

## 文献来源
- Costa Pinto, António. . Social Science Monographs, Boulder - Distributed by Columbia University Press, NY. 2000. ISBN 088033-9829.
- S. U. Larsen, B. Hagtvet & J. P. Myklebust, Who Were the Fascists: Social Roots of European Fascism, Oslo, 1980
- Payne, Stanley G. . University of Wisconsin Pres, 1996. 1995: 312-315. ISBN 9780299148737. rolao preto.